# Arroz genéticamente modificado

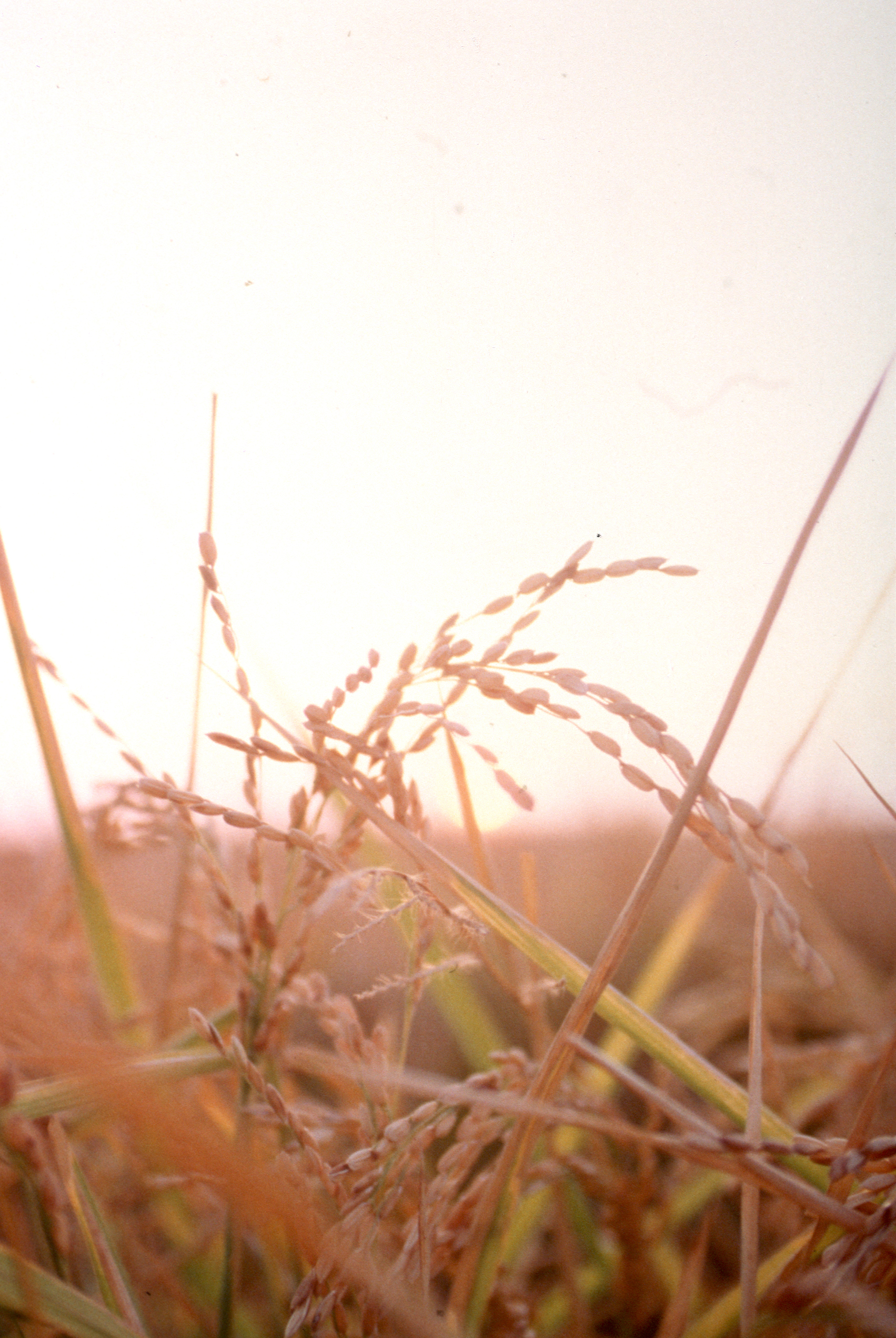
Las plantas de arroz se utilizan para la modificación genética

El arroz genéticamente modificado son variedades de arroz que han sido modificadas genéticamente (también denominado como ingeniería genética). Las plantas de arroz se modifican para aumentar algunos micronutrientes, como la vitamina A, para acelerar la fotosíntesis, para tolerar herbicidas, para resistir plagas, para aumentar el tamaño del grano, para generar nutrientes, sabores o producir proteínas humanas.
El movimiento natural de genes entre especies, a menudo llamado transferencia de genes horizontal o transferencia de genes lateral, también puede ocurrir con el arroz a través de la transferencia de genes mediada por vectores naturales. Se han identificado eventos transgénicos de entrega de genes entre el arroz y el mijo Setaria. El cultivo y uso de variedades de arroz genéticamente modificado sigue siendo controvertido y no está aprobado en algunos países.

## Historia
En 2000, las dos primeras variedades de arroz GM, ambas con resistencia a herbicidas, llamadas LLRice60 y LLRice62, fueron aprobadas en los Estados Unidos. Posteriormente, estos y otros tipos de arroz transgénico resistente a herbicidas fueron aprobados en Canadá, Australia, México y Colombia. Sin embargo, ninguna de estas aprobaciones provocó la comercialización. Reuters informó en 2009 que China había otorgado la aprobación de bioseguridad al arroz transgénico con resistencia a las plagas, pero esa cepa no se comercializó. En diciembre de 2012, el arroz transgénico no estaba ampliamente disponible para la producción o el consumo. Estudios indican que, dado que el arroz es un cultivo básico en todo el mundo, las mejoras tienen potencial para aliviar el hambre, la desnutrición y la pobreza.
En 2018, Canadá y Estados Unidos aprobaron el cultivo de arroz dorado genéticamente modificado; Health Canada y la Administración de Medicamentos y Alimentos de los Estados Unidos lo declararon apto para el consumo.

## Características

### Resistencia a herbicidas
En 2000-2001, Monsanto investigó la adición de tolerancia al glifosato al arroz, pero no intentó llevar una variedad al mercado. La línea de arroz resistente a herbicidas de Bayer se conoce como LibertyLink. El arroz LibertyLink es resistente al glufosinato (el químico activo del herbicida Liberty). Bayer CropScience está intentando conseguir la aprobación de su última variedad (LL62) para su uso en la Unión Europea. La cepa está aprobada para su uso en los EE. UU. pero no se usa a gran escala. El arroz Clearfield se obtuvo mediante selección a partir de variaciones creadas en entornos que se sabe que provocan tasas aceleradas de mutaciones. Esta variedad tolera herbicidas de imidazol. Fue criado mediante técnicas de reproducción tradicionales que no se consideran ingeniería genética. Clearfield también se cruza con variedades de mayor rendimiento para producir una planta más resistente en general.

### Valor nutricional
El arroz dorado con concentraciones más altas de vitamina A fue creado originalmente por Ingo Potrykus y su equipo. Este arroz modificado genéticamente es capaz de producir betacaroteno en el endospermo (grano), que es un precursor de la vitamina A. Syngenta participó en el desarrollo temprano del arroz dorado y poseía cierta propiedad intelectual que donó a grupos sin fines de lucro, incluido el Instituto Internacional de Investigación del Arroz (IIIA) se desarrollará sin fines de lucro. Los detalles científicos del arroz se publicaron por primera vez en Science Magazine en 2000.

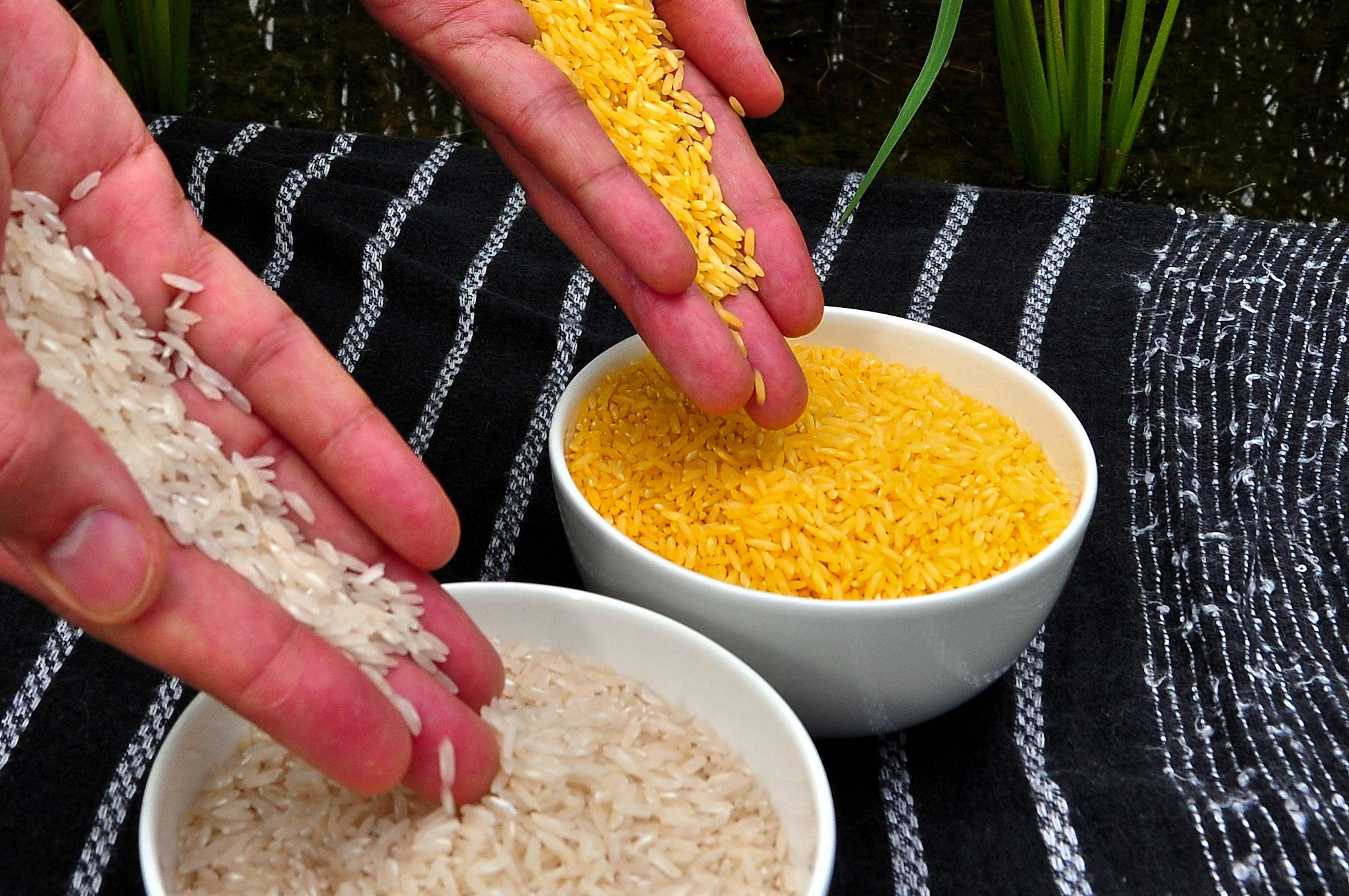
Granos de arroz dorado (derecha) en comparación con los granos de arroz normales (izquierda)

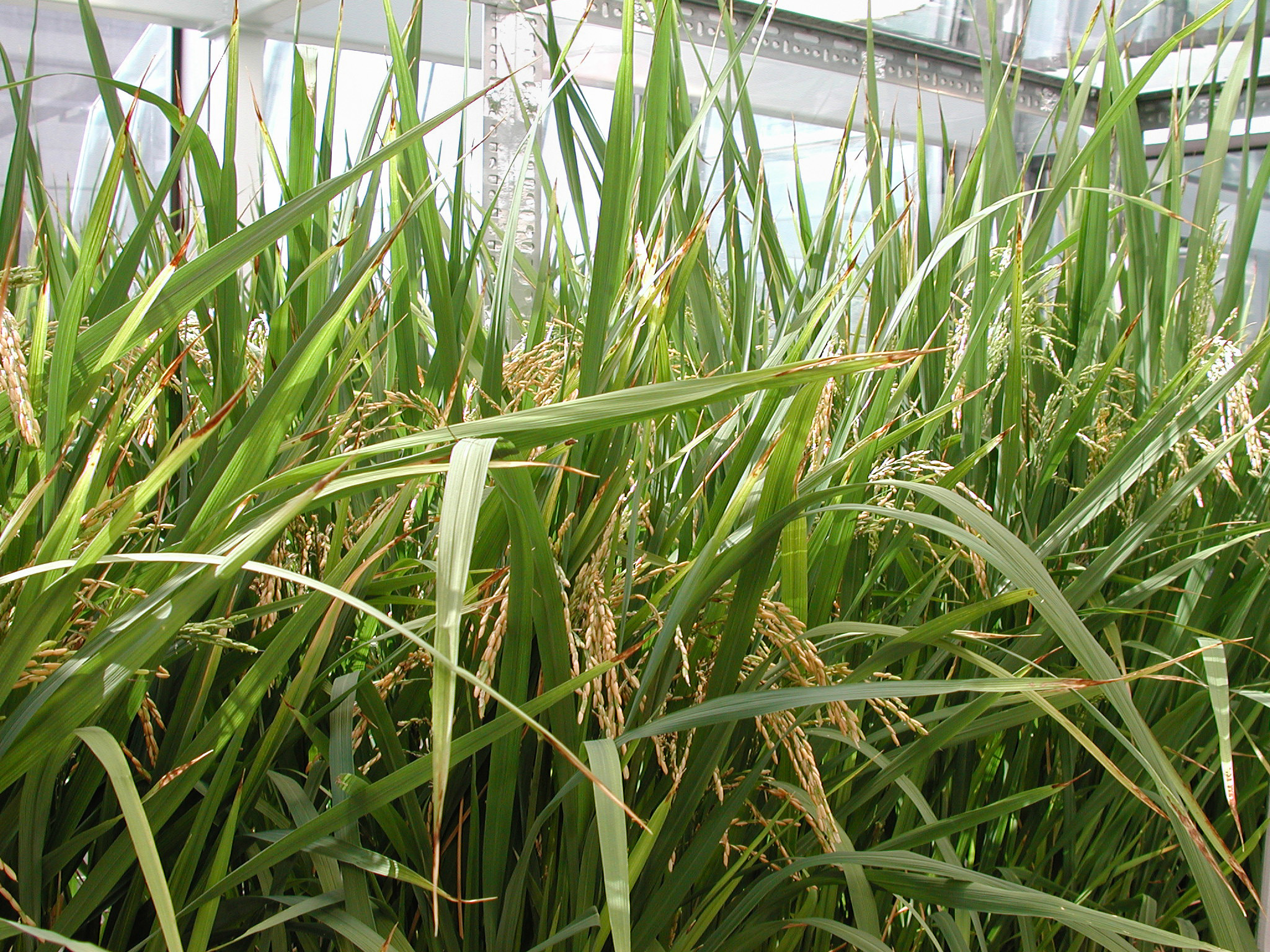
Plantas de arroz dorado que se cultivan en invernadero

La Organización Mundial de la Salud afirmó que la deficiencia de hierro afecta al 30% de la población mundial. Los científicos de investigación del Centro de Genómica Funcional de Plantas de Australia (ACPFG) y el IIIA están trabajando para aumentar la cantidad de hierro en el arroz. Han modificado tres poblaciones de arroz al sobreexpresar los genes OsNAS1, OsNAS2 u OsNAS3. El equipo de investigación encontró que los niveles de concentración de nicotianamina, hierro y zinc aumentaron en las tres poblaciones en relación con los controles.

### Resistencia a plagas

#### Arroz Bt
El arroz BT se modifica para expresar el gen cryIA (b) de la bacteria Bacillus thuringiensis. El gen confiere resistencia a una variedad de plagas, incluidas polilllas del arroz, a través de la producción de endotoxinas. El gobierno chino está realizando pruebas de campo con cultivares resistentes a insectos. El beneficio del arroz BT es que los agricultores no necesitan rociar sus cultivos con pesticidas para controlar patógenos fúngicos, virales o bacterianos. El arroz convencional se rocía de tres a cuatro veces por temporada de crecimiento para controlar las plagas. Otros beneficios incluyen un mayor rendimiento e ingresos del cultivo de cultivos. China aprobó el arroz para uso a gran escala a partir de 2009. El manejo de la resistencia es necesario en el sudeste asiático para evitar la pérdida de eficacia del Bt en el arroz.

### Resistencia a las alergias
Los investigadores en Japón están intentando desarrollar cultivares de arroz hipoalergénicos. Los investigadores están tratando de reprimir la formación del alérgeno AS-Albúmina.
Investigadores japoneses probaron arroz genéticamente modificado en monos macacos que evitaría las alergias al polen de cedro, que causa la rinitis alérgica. Los síntomas de la alergia al cedro incluyen picazón en los ojos, estornudos y otras reacciones alérgicas graves. El arroz modificado contiene siete proteínas del polen de cedro (7Crp) para bloquear estos síntomas al inducir tolerancia oral. Takaiwa está realizando ensayos clínicos en humanos con esta proteína 7Crp como vacuna oral.

### Vía de 4 carbonos
En 2015, un consorcio de 12 laboratorios en ocho países desarrolló un cultivo que mostraba una forma rudimentaria de vía de 4 carbonos (C4P) para impulsar el crecimiento al capturar dióxido de carbono y concentrarlo en células foliares especializadas. La vía de 4 carbonos es la razón por la que el maíz y la caña de azúcar crecen tan rápidamente. La ingeniería de la fotosíntesis de vía de 4 carbonos en arroz podría aumentar los rendimientos por hectárea en aproximadamente un 50 por ciento. El cultivo actual todavía se basa principalmente en la vía de 3 carbonos. Para que adopten completamente la vía de 4 carbonos, las plantas deben producir células especializadas en una disposición precisa: un conjunto de células para capturar el dióxido de carbono y rodear otras células que lo concentran. Algunos (posiblemente decenas de) genes implicados en la producción de estas células quedan por identificar. Otros cultivos con la vía de 3 carbonos que podrían aprovechar este conocimiento incluyen el trigo, las patatas, los tomates, las manzanas y la soja.

### Producción de proteínas recombinantes
La albúmina de suero humano (ASH) es una proteína de la sangre en el plasma sanguíneo humano. Se utiliza para tratar quemaduras graves, cirrosis hepática y shock hemorrágico. También se utiliza en sangre donada y escasea en todo el mundo. En China, los científicos modificaron el arroz integral como una forma rentable de producir proteína ASH. Los científicos chinos colocaron promotores de proteínas ASH recombinantes en 25 plantas de arroz utilizando Agrobacterium. De las 25 plantas, nueve contenían la proteína ASH. El arroz integral modificado genéticamente produce la misma secuencia de aminoácidos que la ASH. Llamaron a esta proteína Oryza sativa recombinante ASH (OsrHSA). El arroz modificado era transparente. OsrHSA pronto se vendió para reemplazar la albúmina de suero bovino para las células en crecimiento. Los ensayos clínicos se iniciaron en China en 2017 y en los EE. UU. en 2019. La misma compañía Oryzogen fabrica otras proteínas humanas recombinantes a partir del arroz.
Ventria Bioscience utiliza un sistema patentado conocido como Express Tec para producir proteínas humanas recombinantes en granos de arroz. Su variedad más notable produce lactoferrina y lisozima humanas. Estas dos proteínas se producen de forma natural en la leche materna humana y se utilizan a nivel mundial en fórmulas para lactantes y productos de rehidratación.

### Resistencia a la inmersión
Si bien el arroz crece en el agua, no puede sobrevivir a las inundaciones, que en 2010 provocaron la pérdida de 4 millones de toneladas de arroz solo en la India y Bangladés. La adición de un solo gen Sub1A fue suficiente para permitir que el arroz sobreviviera bajo el agua hasta dos semanas. El gen es de dominio público.

### Experimental
El estrés oxidativo inducido por herbicidas se ha mitigado experimentalmente in vivo en un modelo transgénico con alto contenido de melatonina. La sobreexpresión de oxalato oxidasa aumentó la resistencia in vivo a Rhizoctonia solani.

## Asuntos legales

### Estados Unidos
En el verano de 2006, el Departamento de Agricultura de los EE. UU. detectó trazas de la variedad LibertyLink 601 en envíos de arroz listos para la exportación. LL601 no fue aprobado para uso alimentario. Bayer solicitó la desregulación de LL601 a fines de julio y el Departamento de Agricultura otorgó el estatus de desregulación en noviembre de 2006. La contaminación provocó una caída dramática en los mercados de futuros de arroz con pérdidas para los agricultores que cultivaban arroz para exportación. Aproximadamente el 30 por ciento de la producción de arroz y 11 000 agricultores en Arkansas, Luisiana, Misisipi, Misuri y Texas se vieron afectados. En junio de 2011 Bayer acordó pagar 750 millones de dólares en daños y cosechas perdidas. Japón y Rusia suspendieron las importaciones de arroz de Estados Unidos, mientras que México y la Unión Europea se negaron a imponer pruebas estrictas. La contaminación ocurrió entre 1998 y 2001. No se descubrió la causa exacta de la contaminación.

### China
El gobierno chino no emite licencias de uso comercial para el arroz genéticamente modificado. Todo el arroz transgénico está aprobado solo para investigación. Pu, et al., afirmó que el arroz modificado para producir proteína de sangre humana (ASH) requiere una gran cantidad de arroz modificado para su cultivo. Esto generó preocupaciones de seguridad ambiental sobre el flujo genético. Argumentaron que esto no sería un problema porque el arroz es un cultivo que se autopoliniza, y su prueba mostró menos del 1% del gen modificado transferido en la polinización. Otro estudio sugirió que el flujo genético mediado por insectos puede ser mayor de lo que se suponía anteriormente.